# ドラゴンクエストビルダーズ アレフガルドを復活せよ
『ドラゴンクエストビルダーズ アレフガルドを復活せよ』（ドラゴンクエストビルダーズ アレフガルドをふっかつせよ、DRAGON QUEST BUILDERS）は、スクウェア・エニックスより2016年1月28日に発売されたゲームソフト。略称は『DQB』。
対応プラットフォームはPlayStation 4、PlayStation 3、PlayStation Vita（Vita TVは非対応）、Nintendo Switch（2018年3月1日発売）。

## 概要
「ブロックメイクRPG」というジャンルの『ドラゴンクエストシリーズ』。
竜王の罠によって勇者が姿を消し、魔物に支配された世界の「アレフガルド」を冒険し、素材を集めて、町やお城を創り復興するという新しいテーマの作品。ドラゴンクエストシリーズ最後のPS3・PS4用ソフトとなった。
ファミリーコンピュータ版『ドラゴンクエスト』の終盤では、最終ボスの竜王がプレイヤーに対して仲間になるように勧誘するイベントが発生し、拒否すると竜王との最終決戦になるが、逆にプレイヤーが竜王の誘いにのるとゲームオーバーになってしまう。本作『ビルダーズ』は、このイベントで勇者が竜王の誘いに乗ってしまったために闇に包まれ、荒廃してしまったアレフガルドを復興させるという設定になっている。
スライムやドラゴンといった初代『ドラゴンクエスト』に登場したモンスターだけでなく、新たに竜王の配下になったという設定で他のシリーズ作品からもモンスターが登場する。
荒廃したアレフガルドを再建しつつ、竜王討伐を目指す「ストーリーモード」と、知られざる島で自由にモノづくりを楽しむ「フリービルドモード」の2つのモードがあり、後者はストーリーモードクリア状況により解放される大陸から素材を入手したりバトル島で特別なモンスター軍団と戦ってレシピを得たりできる他、ネットワークに繋ぐことで他プレイヤーが作った建物をやりとりできる。
公開された情報からは『ドラゴンクエスト』版の『Minecraft』（マインクラフト）的なゲームになるのではないかと推測するメディアもあった。
PS4、PS3、PS Vitaの3機種で発売されたが、セーブデータ容量がかなり大きくなるためクロスセーブには非対応。
『週刊ファミ通』のクロスレビューでは合計36点（40点満点）でプラチナ殿堂入りした。
売り上げは3機種合計で55万本となり、発売週はPS Vita版が1位、PS4版が2位の売り上げでワンツーフィニッシュとなった。店頭消化率は85％に達し、本体の売り上げも牽引するなど好調な売り上げだと報じられた。2016年10月には北米、ヨーロッパでも『Dragon Quest Builders』のタイトルで発売され、世界累計で110万本のヒットとなった。
Nintendo Switch版はフリービルドモードでベビーパンサーに乗れる、初代『ドラゴンクエスト』のドットを再現したブロックが手に入るといった追加要素のほか、カメラ視点の変更（3段階）、日数チャレンジの廃止など旧機種には無い改善点もいくつかある。
iOS・Android版は作業を戻せるundo機能やタップした場所への配置、破壊。前方広範囲の物を破壊するドッカンハンマーが追加され、フリービルドモードにも様々な新アイテム（有料ダウンロードコンテンツ含む）が追加されている。
2024年2月14日には、Steamでのダウンロード販売もされた。既にSteam移植版が配信されていた、「ドラゴンクエストビルダーズ2 破壊神シドーとからっぽの島」とのバンドル販売版もある。

### 体験版
2016年1月22日からPS4、PS Vita版（PS3版は無し）、2018年2月1日からNintendo Switch版の体験版が配信された。メルキド編の序盤をプレイ可能。体験版はセーブ可能だが、セーブデータは製品版には継承できない。

### PlayStation Vita ドラゴンクエスト メタルスライムエディション
『ドラゴンクエストビルダーズ』のゲームソフトと、メタルスライムカラーのPlayStation Vita本体、オリジナルテーマ、「はぐれメタル」イヤホンジャックフィギュアを同梱した限定パッケージも同時発売される。
また、PS4本体も主人公とスライムのイラストが刻印され、オリジナルのテーマを封入した「ビルダーズエディション」が発売されるが、こちらにはソフトは付属しない。

### 続編
2018年12月20日には、続編の『ドラゴンクエストビルダーズ2 破壊神シドーとからっぽの島』がPS4とNintendo Switchで発売された。本作からの引き継ぎ要素もある。

## ストーリー
アレフガルドに現れた邪悪なドラゴンの化身・竜王は魔物の軍勢を率い、この地に侵攻する。伝説のロトの血を引く勇者が現れ、魔物たちに挑むが、竜王の罠に嵌まり帰らぬ人となってしまう。
大地は引き裂かれ、城塞都市メルキドの守護神ゴーレムは人間を襲い、美しい湖の街リムルダールは毒の沼地に浸食され、温泉の街マイラは溶岩に覆われた。そして人々はものを創り出す力を奪われ、住む地を追われてしまう。魔物が支配し、闇に包まれたアレフガルドは荒廃していった。
しかし、それから数百年後、この地に新たな救世主が現れる。精霊ルビスの導きによって現れた「ビルダー」は失われた「創造する力」によって滅びた街を復興させる。樹を植え、家を作り、食べ物を作り、散り散りになった人々を集めていく。モンスターと戦い、人々の希望を繋ぎアレフガルドを復活させていく。
ビルダーは勇者の肩書を持たぬ身ながら世界に光を取り戻すべく、竜王に立ち向かっていくのだった。

## ゲームシステム
ターン制の多いドラゴンクエストシリーズに対して、本作はアクション要素の強いものになっており、オープンワールドゲームのうち「サンドボックス」と呼ばれる形式に近い。フィールドから採取した素材や、それを加工したアイテムを使って町や施設を作り上げ、住人からの依頼を受けたり、竜王の刺客を排除したりして、その地域を支配するモンスターの撃破を目指す。

### ゲームモード
ストーリー
ストーリーは本編全4章+フリービルドモードの5つで、ゲームデータは章ごとに独立しており、主人公のHPやアイテムは他の章に持ち越すことはできないが、章選択画面からいつでも再開または最初からやり直すことができる。また、各章にはチャレンジという項目が5つ設けられており、チャレンジ項目を満たして章をクリアすると、後述するフリービルドモードで使えるレシピが増える。
フリービルドモード
フリービルドモードは「知られざる島」で自由にブロックによる作成を行えるモード。拠点はないため「空き部屋」は作成されないが、特殊効果を持つ部屋は基本的に適用される。
章をクリアすると、その章の素材が入手可能なエリアに行けるようになり、各エリアの素材は希望の旗で自由に再構成可能。エリアから帰還するとランダムで人間またはモンスターが現れ、しばらく滞在してくれる。話しかけることで同行者として連れ歩ける。
各エリアには「白紙のチケット」というアイテムが隠されており、このアイテムからバトルチケットを作成して「バトル島」で使用すると、竜王軍バトルを楽しむことができる。

### アイテム
アイテムはフィールドに配置されたオブジェクトを攻撃して壊したり、モンスターを倒したり、作業台で素材を使って入手する。アイテムの所持数には上限はあるが、「収納箱」の中に保管することができ、どこでもアクセス可能な「大倉庫」もある。
装備品は武器、服・鎧、盾、アクセサリーの4種類があり、武器は最大5つ、鎧・盾は1つ、アクセサリーは2つまで装備できる。アクセサリー以外には耐久力が設定されており、ほとんどの武器は敵や構造物に攻撃を加えると、防具類は敵からの攻撃を受けると耐久度が減少していき、やがて壊れる。

### 拠点
ストーリーが始まると、精霊ルビスから「希望のはた」を託され、これを特定の場所で建てることで周囲が拠点となり、住民が生活を始める。
「2段以上のブロックや窓、扉などの建材で外周を囲み、その内側に明かりを置いた4マス以上101マス以内の空間」が、「部屋」として扱われ、そこが拠点内であればスコアが加算されて拠点のレベルが上がっていく。
特定のアイテムを配置すると特殊な部屋となり、部屋の種類によっては住人が「収納箱」にアイテムを入れたり、お腹が減りにくくなるなどの効果を発揮する。一度作成した部屋は部屋レシピに記録され、どのモードでも確認可能となる。
時々、拠点をモンスターが襲撃することがあるが、戦闘可能な住人が存在しており、なおかつその住人が敵を認識してくれれば戦ってくれる。住民にもHPが設定されており、これが尽きると回復するまで戦線を離脱してしまう。

### 戦闘
戦闘はエンカウント式ではなくシームレス戦闘となっており、フィールド上を徘徊するモンスターに近づくとそのまま戦闘となる。
モンスターには「呪文」を使う者がおり、「ギラ」「ラリホー」「ホイミ」などを使用してくる。従来のシリーズにおける戦闘とは異なり、射線上にブロックを置く・効果範囲から逃げ出すなどで回避可能。
攻撃をうけたり、高所から落下したり、毒やマグマに接触したりするとダメージを受ける。HPが0になると、アイテムの半分を失って拠点で復活する。失ったアイテムは死亡した場所に行けば再入手できる。ボスの軍団や、ボスに敗北した場合は戦いが始まる前にもどることが可能。

## 登場人物

### 主要人物
主人公
声 - 山下大輝（男） / 朝井彩加（女）
本作の主人公。性別と容姿の変更可能。ビルダーと呼ばれるアレフガルドの人間から失われたはずの「物を作る力」を持つ存在。大地の精霊ルビスによって遣わされ、メルキドの街跡地の近くにある墓所のような場所で目覚める。
ルビスや出会った人々との会話では思ったことがすぐ口に出たり表情に出たりする様子。戦いや指図を嫌い、マイペースな物作りを好む性格が描写されているが、目覚めた時点では自分についての記憶が無いらしい。街の住人からはビルダーとして信頼されていくようになるものの、外見の評価に関しては良くない。また元勇者の遠縁の親戚に当たり、彼もロトの血族であることが示唆されている。
寝ている人でも話しかければ一瞬で起こせる、人に言われるまで空腹や時間の流れをまったく感じない、いくら戦闘を重ねても体が強くならない（レベルアップしない）、幽霊が見えて会話できるなど、物作り以外の点でも常人離れした能力をいくつも持っている。
精霊ルビス
勇者ロトにまつわる物語を描く「ロト三部作」シリーズの世界において、アレフガルドを創造した存在とされている精霊。荒廃したアレフガルドの復興のため、主人公に物創りの力を授けてビルダーとして現世に遣わした。
人間の世界を復興するビルダーと、竜王を討伐する勇者は別のものという考えの下で行動しているため、主人公にたびたび「あなたは勇者ではない」と釘を刺している。
主人公が冒険の開始時に持っている「希望のはた」には、それを立てた拠点にルビスの加護を与える力が備わっており、この範囲にいればビルダー以外の人間も次第に物を作り出す力を取り戻していく。

### メルキド
ピリン
メルキドの町に最初に訪れる少女。皆が仲良く暮らせる町を作るのが夢で、町の人たちの服装やロロンドとロッシの仲が悪いことを気にしたりと、いつも住人の生活に気を配っている。物作りを手伝ってくれるが料理の腕は悪い。
実は精霊ルビスにより、三賢者の1人と定められ第4章にてラダトームに向かう予定だったが、戦闘能力を持たないためロロンドが代わりにいくことになった。
ロロンド
逆立った髪型と髭面、豪快な笑い声の中年男性。『メルキド録』という本を所有しており、これを読み解いて町の復興の糸口を掴もうとしている
町の復興に否定的なロッシとの折り合いが悪く、物語の進行と共に対立の度合いを深めていく。
第1章（メルキド編）では彼のアドバイスを聞きながら町の防衛力を高めていくことになる。第2章以降では別の住人の夢を介して、主人公にアドバイスをくれる。
第4章（ラダトーム編）では、ルビスの導きのもと、ピリンに代わって「いにしえのメダル」を持ちラダトームを目指す。
ロッシ
物語を進めるとメルキドに現れる青年。小さい頃に自分の先祖からメルキドがゴーレムに滅ぼされた経緯を伝え聞いているため町を大きくすることに否定的で、町を復興させようとする主人公にたびたび忠告する。ゆえに街の復興を推進するロロンドとは対立関係にある。
ケッパー
かつてメルキドを守っていた兵士の子孫。夜も眠らず町の中を巡回してくれる。主人公に必殺技を伝授した。
ショーター
希望の旗に惹かれて町にやって来る青年。旅の最中見聞きした様々な情報をビルダーに教える。
ゆきのへ
魔物に捕らわれていたスキンヘッドの中年男性で、伝説の鍛冶屋ゆきのふの子孫。強力な武器の製法をビルダーに助言する。
チェリコ
終盤にメルキドにやってくる女性。自称「とりえは無いが、空気は読める女」。
スラタン
人間好きなため、他の魔物たちから人間の肩を持つ悪いスライムと呼ばれているスライム。ストーリーイベントに関与しない任意加入メンバー。
ロロニア
かつてメルキドの人々が立て篭もったという城の跡地に佇んでいる。故人。
ガンダル
メルキドの冒険者。物作りの力が失われていく世界の中で後世のために「アレフガルド歴程」と名付けられた手記を各地に残す。

### リムルダール
エル
リムルダールの町で最初に出会う、病に苦しむ人々を救いたいと願うシスター。ゲンローワの孫娘だが、死に対する考え方の違いから距離を置いている。
第4章（ラダトーム編）ではルビスの導きにより「あまぐものつえ」を持ちラダトームを目指す。魔王軍のモンスターの襲撃に対しては女性で非力な身ながらも投石を駆使して果敢に戦う。
ゲンローワ
薬師の老人でエルの祖父。かつては弟子のウルスと共に病を治す薬の研究をしていたものの、もの作りの力が無いために諦め、死を自然の摂理として受け入れるべきと説くようになった。
主人公に薬の知識を授け薬作りを助ける。
ノリン
魚釣りに興味を持つテンションの高い青年。薬草ひとつで完治してしまったため、病ではなく単なる食あたりだったのではないかと思っている。
ケーシー
ビルダーに水の重要性を教えてくれる女性。登場時は毒に侵されていた。祖父の夢だったパフパフ屋の復活が夢。
ミノリ
女性の兵士。夜通し町を見回ってくれる。飢餓の病に侵されていた。病の治った村人たちとヘルコンドルに対抗する武器を考案した。
ザッコ
特別な部屋のヒントをくれる青年。マヒの病に侵され身動きが取れなくなっていた。イルマとは同郷で、なかなか完治しない彼を心配している。語尾に「だっべ」などがつく方言を使う。
ヘイザン
鍛冶屋の子孫から聞いた金属の知識があるという女性。ミノリ同様飢餓の病に侵されていた。
イルマ、エディ、ケン
病人として登場する人々。他の患者と異なり治療を完了しても一向に復活せず激しい幻覚や痛み、痒みを訴えてくる。いずれの人物も最終的に回復はせずに発狂、不死の病によりくさったしたい（ゲーム内では???名義）と化してしまう。
ウルス
ゲンローワの元弟子の青年。知識を持ちながら薬を作れず多くの人が亡くなる現状を憂き、やがて死そのものを克服しようと考えからゲンローワと対立した末、彼のもとを去った。とある場所に隠れ住んで研究を続けているらしく、ビルダーはゲンローワより彼に宛てた手紙を預かる。
しかし、彼の死そのものを克服する研究はリムルダール最悪の疫病、「不死の病」を生み出す結果となり彼自身もその病の犠牲となった。
タルバ
リムルダールの探究者。故人。「知識あるものよ、そなたの輝きをここに示すがよい」と書かれた石碑と宮殿を各地に残す。彼のクイズに答えると珍しいアイテムが手に入ったり貴重な装備のレシピを教えてもらえる。
キラーリカント
リカントの道場の主。弟子のリカントを鍛えている。赤色のリカントマムルと対立しており、リカントマムルの行う混乱攻撃に対抗する薬を要求してくる。

### マイラ・ガライヤ
アメルダ
あらくれたちから「アネゴ」と慕われる女性。竜王たちに対抗する術を知っていたため、その知識を危険視した竜王軍に捕らえられた。
かつて恋人であったラライと竜王軍を倒すための発明をしていたが、やむを得ない事情から彼をその手で殺めてしまった過去がある。
第3章（マイラ・ガライヤ編）では彼女とともにラライの研究を進め、強力な兵器やマシンを開発して竜王軍と戦闘することになる。気丈な女傑だがメーダだけは苦手。
第4章（ラダトーム編）ではルビスの導きにより「たいようのいし」を持ちラダトームを目指す。また竜王に対抗できる伝説の剣の情報も教えてくれる。
ガロン
最初に町にやって来るあらくれ男で、色黒。見た目や言動の割りに怖がりで初めは非協力的だが、アメルダ救出以降は戦闘もしてくれるようになる。
ベイパー
ガロンに頼まれ救出するあらくれ男で、あらくれ3人の中では一番小柄。洞窟奥で食料が尽きて行き倒れていた。脳みそまで筋肉といわれるほどの肉体派。アメルダ救出のための筋肉を付けるために肉料理に手を出すようになる。話しかければ冒険のサポートをしてくれる。
物語後半ではコルトやシェネリに筋肉をつけるための指導を行っている。
ギエラ
オネエ言葉で話す大柄なあらくれ男で、魔物に捕まっていた。話しかければ冒険のサポートをしてくれる。温泉に強いこだわりがある。
コルト
ガライヤに住んでいた青年。魔物に襲われたガライヤから命からがら逃げてきた。シェネリを恋人と称するが、当の本人からはただの幼なじみと言われている。町の荒くれたちの猛烈な筋肉アピールに頭を悩ませている。
シェネリ
コルトの幼なじみの女性。ガライヤから逃げてくる際にコルトとはぐれ、魔物に襲われる。異性の好みはたくましい男性でコルトには興味がない。
ラライ
ガライヤ出身の吟遊詩人兼発明家でガライの子孫。故人。
魔王軍に対抗する兵器を産み出すべく炎と氷の融合の研究をしていたが、人智の限界と「力」への執着が行き過ぎたために徐々に精神の均衡を失い研究も行き詰ってしまう。その後、研究に目をつけた竜王の誘いに乗って人智を越えた知識の獲得と引き換えに魂を売り渡す道を選んだ末に発狂し、暴走を食い止めんとしたアメルダにより殺害される。

### ラダトーム
ムツヘタ
伝説のビルダーが現れることを待っていた預言者。周囲に食料がなく霞を食べて生きている。
預言者としてビルダーに助言をするが、精霊ルビス同様、あくまでビルダーの役割はアレフガルド復活のみで、竜王は勇者が倒すものだと考えている。
原作の取扱説明書のストーリー解説に書かれていたのみで、キャラクターとして姿かたちを与えられた上で登場したのは本作が初である。
姫
ラダトームの姫。世界が闇に覆われた絶望から自ら魔法をかけて石となり眠りについていた。ムツヘタとビルダーが共に訪れたほこらの傍に安置されていたが、魔法を解くことで元の姿を取り戻し、アレフガルド復活に向けてビルダーの手助けをしてくれるようになる。
ラスタン
呪いで石像にされていたラダトームの兵士。
オーレン
ラスタン同様、呪いで石像にされていた兵士。姫の命を受けラダトーム周辺の調査をしていた。
チョビ
人間と争うことを拒み洞くつに隠れているドロル。ビルダーに懐き人間に化けてラダトームについてくる。任意加入キャラクター。
竜王
本作の最終ボス。アレフガルドを支配する魔族の王。ロトの血を引く勇者を言葉巧みに騙し、アレフガルドを闇に包んだ。
やみのせんし
「セカイノハンブン」にいる、この国の王を自称する闇に落ちた戦士。明記はされないが、一部装備品にその正体を暗示する物がある。
三賢者
かつて、勇者ロトが魔の島に渡るのに必要な3つの品を託したという3人の賢者。
本作では精霊ルビスの導きのもと、各章に登場したメインNPCたちがその役割を担い、最終決戦に向けて各々が3つの品を一つずつ持って主人公のもとへ駆けつける。

## 作品世界
メルキド
最初に訪れることになる地域。かつては堅牢な守りを誇る城塞都市だったが、現在は見る影もなくなっている。ゴーレムが支配している。
リムルダール
美しい湖に浮かぶ島だったが、現在は湖は毒の沼となり、病気が蔓延ってあらゆるものが死へ向かう世界と化している。ヘルコンドルが病の元凶とされている。
マイラ・ガライヤ
ある程度の文明を取り戻したことにより、竜王に対抗する人間たちが集まるアジトとして使われていたが、リーダーのアメルダがさらわれ、さらに各地を竜王軍に封鎖されてしまう。その結果、屈強な魔物によりマイラは炎、ガライヤは氷の大地へ変化させられてしまった。マイラはようがんまじん、ガライヤはひょうがまじんが支配している。
ラダトーム
竜王の城に近く、ルビスの力もほとんど届かない闇の世界と化している。あらゆる物が呪われており、聖水を使わないとまともに素材を採取できない。

## 開発
本作の開発は2014年に開始された。『ファイナルファンタジーXIV』のアシスタントディレクターを務めていた新納一哉がサンドボックスタイプのゲームを作りたいという企画を出し、吉田直樹とのディスカッションでストーリー性があるものを作れないかと『ドラゴンクエスト』の世界を合わせてみた。これを三宅有にプレゼンテーションしたところ、藤本則義が一目ぼれし堀井雄二に提案した。はじめに新納の企画があり、そこに後から『ドラクエ』の世界設定が採用された形となっており、企画書の段階ではファイナルファンタジーシリーズの世界を使用した物もあったという。このような経緯もあり、開発は新納が当時所属していたスクウェア・エニックス第5ビジネスディビジョン（現第三開発事業本部）が手がけており、派生シリーズとしては初めての内製となった。
ゲームの規模としてあまり広すぎると間延びするため、『DQI』のアレフガルドの規模が丁度いいということで舞台に選ばれ、プロジェクト名は「城砦都市メルキド」とされた。堀井雄二もモノ作りが楽しめるゲームが好きだったものの、一方で何でも自由にできるゲームだとプレイヤーが何をやっていいか分からなくなるのではと懸念した。ドラゴンクエストシリーズは年齢を問わず、誰でも安心して遊べることを最低条件としているため、打ち合わせが続けられた。
その中で堀井から、図面通りに作れば誰でも建物を完成させられる「設計図」のシステムが提案され、企画が進行した。また、壊れたお城を登場させ、それを直すことで建物を完成させる楽しさを味わえるようにするなどの工夫がされている。序盤のゲームバランスは特に念入りに調整され、第1章であるメルキド編の序盤だけで1年以上が費やされた。

## 攻略本
- 『ドラゴンクエストビルダーズ アレフガルドを復活せよ 創造の書』集英社〈Vジャンプブックス〉、2016年1月28日。ISBN 978-4-08-779731-2。
- 『ドラゴンクエストビルダーズ アレフガルドを復活せよ 公式ガイドブック』スクウェア・エニックス、2016年3月10日。ISBN 978-4-75-754899-2。